# Hermya yaanna
Hermya yaanna là một loài ruồi trong họ Tachinidae.